# 陳又津
陳又津（1986年1月16日—），臺灣作家、小說家、專欄作家、記者。出生於臺灣新北市三重區，父親為福建榮民，母親為印尼華僑。臺北市立第一女子高級中學，國立臺灣大學戲劇學系畢業，臺灣大學戲劇學系劇本創作組碩士。

## =生平
27歲時，以小說《少女忽必烈》成為《印刻文學生活誌》歷來最年輕的封面人物 。作品節奏輕快 。
《跨界通訊 》探討生死議題與數位時代，並入圍台灣文學獎。
小說以老人逃離醫院開頭，儼然一部赴死的公路小說，敘事直接而線性，讀來有不斷前進的爽快感。
而《準台北人 》的書名，似乎開了白先勇一個小玩笑，但是陳又津的成長和白先勇的世代竟也有著奇異的重疊。陳又津或許是最年輕的「外省第二代」。其父親21歲時從大陸來到台灣，從此踏上不歸路；她的母親是印尼華僑，小時候經歷「930 」政變事件，為了尋求安定的生活毅然離鄉，把未來全賭在台灣這塊土地。 
《華麗島軼聞：鍵 》則以台灣日本時代為藍圖，挑戰BL風格。
《新手作家求生指南》直指現今自由文字工作者的處境。《我媽的寶就是我》描繪兩人相依為命，母親從印尼加里曼丹飄洋過海到台灣，以及作者童年至成人所見的世情百態。《台北大空襲》與林立青、朱宥勳等合著小說集，描繪一九三〇年代末期，戰爭陰影籠罩日本，殖民地台灣、滿洲國及東京的少女在歌劇團的悲歡離合。《我有結婚病 》以三十歲代女子的生命經驗，切割出九篇尖銳、刺痛至共感的情景，九種挑戰既定人生的奮力呼喊。
在天下雜誌獨立評論主持「新二代書寫」 （页面存档备份，存于）、「邊境司機」欄，曾於中國時報人間副刊寫作「三少四壯集」專欄、聯合報新聞網「鳴人堂」專欄。著作發表且收錄於：《印刻文學生活誌》、《中國時報人間副刊》、《聯合文學》、《文訊》、《上海文學》、《萌芽》、《短篇小說》雙月刊、《Verse》、《中華日報》、《幼獅少年》、《幼獅文藝》、法國Jentayu文學雜誌〈台灣短篇小說專刊〉、《鏡週刊》。作品曾譯為日文、法文及英文。2020年擔任國立東華大學楊牧書房青年駐校作家。2021年擔任國立中興大學及靜宜大學駐校作家。

## 著作
| 書名                                                                     | 出版社                 | 出版日期 | ISBN                   | 備註                             |
| ------------------------------------------------------------------------ | ---------------------- | -------- | ---------------------- | -------------------------------- |
| 《少女忽必烈》                                                           | INK印刻出版            | 2014年   | ISBN 978-986-582-374-0 | 印刻文學雜誌十週年封面專題       |
| 《準台北人》                                                             | INK印刻出版            | 2015年   | ISBN 978-986-387-056-2 | 附錄〈新二代書寫〉               |
| 《說他們的故事，讓我們改變：移工、新住民與台灣律師，生命交會的絢爛花火》 | 財團法人法律扶助基金會 | 2016年   | ISBN 978-986-924-522-7 | 合著非虛構著作、人物採訪         |
| 《華麗島軼聞：鍵》                                                       | 九歌出版社             | 2017年   | ISBN 978-986-450-147-2 | 合著小說                         |
| 《跨界通訊》                                                             | INK印刻出版            | 2018年   | ISBN 978-986-387-225-2 | 台灣文學獎「長篇小說金典獎」入圍 |
| 《新手作家求生指南》                                                     | INK印刻出版            | 2018年   | ISBN 978-986-387-254-2 | 〈三少四壯集〉專欄集結           |
| 《結痂週記：八仙事件他們的生命經驗，我們不該遺忘》                       | 時報出版               | 2018年   | ISBN 978-957-137-416-1 | 合著非虛構著作、人物採訪         |
| 《我媽的寶就是我》                                                       | 悅知文化出版           | 2020年   | ISBN 978-986-510-068-1 | 文化內容策進院潛力改編文本入圍   |
| 《我有結婚病》                                                           | 三采文化出版           | 2022年   | ISBN 978-957-658-807-5 | 首部短篇小說集                   |
| 《台北大空襲》小說集                                                     | 尖端出版               | 2022年   | ISBN 978-626-316-835-0 | 合著小說                         |

### 小說
- 《我有結婚病》（台北：三采文化出版，2022）
- 《跨界通訊》（台北：INK印刻出版，2018）

-日譯全本《霊界通信》明田川聡士譯（ARM出版 （页面存档备份，存于），2023）
-英譯短篇：“Cross-boundary Communication,” Taiwan Literature English Translation Series: Special Issue on New Generation Women’s Fiction from Taiwan, 2022
-法譯短篇：“Communication sans frontières”, tr. Catherine Charmant and Deng Xinnan, JENTAYU Literary Magazine （页面存档备份，存于）, 2016 (French)
- 《少女忽必烈》（台北：INK印刻出版，2014）

### 散文
- 《我媽的寶就是我》（台北：悅知文化出版，2020）
- 《新手作家求生指南》（台北：INK印刻出版，2018）
- 《準台北人》（台北：INK印刻出版，2015）

### 劇本
- 《甜蜜的房間》（台灣大學戲劇學研究所畢業製作劇本，2014）

### 合著、選集
- 《台北大空襲》小說集（台北：尖端出版，2022）
- 《我台北，我街道》（台北：木馬文化，2021）
- 《動物星球偵探事件簿2：推理要在放學後》（台北：小麥田，2020）
- 《結痂週記：八仙事件他們的生命經驗，我們不該遺忘》(台北：時報出版，2018)
- 《華麗島軼聞：鍵》（台北：九歌出版，2017）
- 《說他們的故事讓我們改變:移工、新住民與台灣律師生命交會的絢爛花火》 (台北：新學林出版，2016)
- 《我們這一代：七年級作家》（台北：麥田出版，2016）
- 《耳朵的棲息與散步：記憶台北聲音風景》（台北：大塊出版，2016）
- 《拉拉手，在一起: 女同志影像故事》(台北：木馬文化，2015)
- 《九歌103年小說選》（台北：九歌出版，2015）
- 《親愛的，外星人！》（台北：幼獅文化，2013）[18]（幼獅文化）

## 獲獎入圍紀錄
- 2022年，美國Santa Fe Art Institute 聖塔菲藝術中心駐村作家。[19]。
- 2022年，文化部出版獎勵計畫（《跨界通訊》日譯出版）[20]。
- 2021年，文化內容策進院潛力改編文本 [21]。
- 2019年，文化部青年創作補助。
- 2018年，台灣文學獎 圖書類 長篇小說金典獎入圍 [22]。
- 2017年，上海萌芽雜誌封面頭條「誠實是寫作的必備要素」[23]。
- 2015年，幼獅少年文學漫畫（〈校刊猛將錄〉)故事原作，KoKai作畫。
- 2015年，國家藝術基金會長篇小說補助（〈最後的孩子〉)[24]。
- 2015年，《幼獅文藝》青年作家類型文學平臺（〈霧鎖雨港〉)[25]。
- 2014年，美國Vermont Studio Center 佛蒙特藝術中心駐村作家（Happy Death Day），文化部藝術新秀創作發表補助[26]，37屆中國時報文學獎短篇小說組首獎（〈跨界通訊〉）[27]，教育部文藝創作劇本獎佳作（〈甜蜜的房間〉）[28]。
- 2013年，《印刻文學生活誌》十周年封面人物。
- 2012年，香港青年文學獎小說高級組冠軍（〈長假〉）[29]。
- 2012年，101年度國家文化藝術基金會文學類創作補助（〈宇宙之女〉）
- 2011年，角川華文輕小說決選入圍（〈寂之聲〉）
- 2011年，劇本〈天臺廣場〉獲新北市動漫畫原作劇本競賽入圍。
- 2011年，新北市文學獎短篇小說首獎（〈少女戰鬥論〉）暨散文佳作（〈沒有故事的人〉） 雙料得主[30]。

## 媒體專訪與座談
- 2022年，【專訪】《我有結婚病》作者陳又津：什麼樣的女性適合往結婚紅毯直奔而去？ [31]
- 2022年，從家電角度看性別平權！蔣亞妮、陳又津對談：我們有了洗碗機，家務卻還是女性的責任 [32]
- 2022年，【天下雜誌 video｜深度人物專訪】我到底是誰？作家陳又津不靠文學尋根，而是透過書寫撕下「二代」標籤｜獨立評論｜闖天下Podcast [33] [34]
- 2021年，【雅琴看世界】「準台北人」作家陳又津 [35]
- 2021年，【民視飛閱文學地景】第八季 Ep 25 - 三重埔 陳又津 [36]
- 2021年，【紐約臺北文化中心】紐文30：回訪臺美老朋友 [37]
- 2021年，虛構變種及其擴散路徑，新興媒介與次文化如何養成當代的創作者：陳又津vs.陳栢青 [38]
- 2020年，【國家圖書館】集結，千禧世代作家：新世代作家圖像講座講者 [39]
- 2020年，不會撒嬌，就用文字合照 [40]
- 2019年，臺北國際書展講者
- 2019年，從十七歲到二十七歲，我花了十年，等待一個踏上舞臺的機會⋯⋯[41]
- 2018年，【蔣亞妮專訪】陳又津：所謂的少女感，就是「誰管你啊」 [42]
- 2018年，【青春愛讀書】20181202 - 準台北人 [43]
- 2018年，小說的存在意義，是為了淬鍊獨特的觀看視角 「死，究竟是什麼？也許比起死亡，失智、失能的狀態更讓人焦慮害怕，最後又回到活著是什麼的問題。活著，就算是沒死嗎？」[44]
- 2018年，非虛構寫作如何回應當代議題？來自陳又津、阿潑與林育立的回應[45]
- 2017年，【兩廳院 NTCH togo】劇場大叔與文學少女的城市漫遊Ｘ高俊耀Ｘ陳又津 A Day When They Meet in Theatre and Literature [46]
- 2017年，希臘異托邦寫作計畫作家、東京異托邦寫作計畫作家
- 2017年，築夢新臺灣 新二代作家分享生命故事[47]
- 2016年，【採訪記錄的方法】陳又津：新二代書寫及獨白的腔調 「我覺得自己對新二代一無所知，我比大家多知道一點的部分，可能是『我知道我不知道的部分是什麼。』」[48]
- 2016年，TEDxDongWu年會講者 [49]
- 2016年，臺印作家雙邊座談講者
- 2015年，臺日作家交流論壇講者
- 2016年，陳又津談《少女忽必烈》-- 華文出版與影視媒合平台[50]
- 2015年，陳又津與《準台北人》「那些主流書寫漫不在乎的事，從來都是台灣世代群體記憶。」[51]
- 2015年，國藝會線上誌2015七月號〈被看見之後- 藝術新秀的下一步〉，「當故事要結束的時候反而繼續下去，因為，這『之後』的部分才是人生」[52]
- 2015年，天下雜誌〈榮民爸爸，印尼媽媽，女兒成了作家！〉，「對我來說，父母年紀大這點比移民的身分還要困擾，不是可以隨便找個藉口混過去的。」「華僑代表的是嚮往中華文化、自由戀愛，跨國婚姻是冠以愛之名的勞動，移工的勞動有期限和實質報酬。」[53]
- 2014年，ELLE雜誌6月號〈崩世代少女大聲說〉，作者自言：「如果真要說寫完這本書（少女忽必烈），我有什麼改變，那就是我比較不困惑了。我都已經這樣困惑Forever了，我想過了10年後，我還是會這麼困惑下去。」[54]
- 2014年，博客來書店OKAPI人物專訪，〈陳又津：寫遊民是為未來做準備〉文中提及陳又津的家不知何時將被拆除。抽籤決定新房屋時，她和一些住戶被通知到錯誤的時間，人到現場會都開完了，抽籤程序也結束了。[55]
- 2014年，新新聞周刊1426期，〈現實生活比我的小說荒誕〉，「這部小說雖然打著拯救世界的旗號，但根本無法做到，『只是讓世界變得比較可以忍受罷了！』[56]